# Kátia Abreu
Pour les articles homonymes, voir Abreu.
Kátia Abreu, née le 2 février 1962 à Goiânia (Brésil), est une agricultrice, entrepreneuse et femme politique brésilienne.

## Biographie
Grande éleveuse, elle est à la tête d'une vaste propriété agricole. Elle commence sa carrière dans le secteur agricole à l'âge de 25 ans, après la mort de son mari dans un accident d'avion, alors qu'elle était enceinte de leur troisième enfant.
En tant qu'élue du PMDB puis du PDT, elle est représentante du Tocantins depuis 2007 et avait été députée de cet État fédéral entre 2003 et 2007. Elle est présidente de la Confédération nationale de l'agriculture (CNA), grand syndicat des exploitants brésiliens.
Elle remet en question les droits des peuples indiens, prône une approche plus agressive envers les ressources naturelles du Brésil, soutient le déploiement des techniques du génie génétique et a contribué à l'affaiblissement des lois forestières, responsables d'une hausse récente du déboisement amazonien. Sa politique agricole-industrielle lui a valu le surnom de « la tronçonneuse ».
Entre 2015 et 2016, elle est ministre de l'Agriculture sous la présidence de Dilma Rousseff. Elle est la première femme à accéder à cette fonction.
Lors de l’élection présidentielle de 2018, elle est candidate à la vice-présidence aux côtés de Ciro Gomes. Le ticket arrive en troisième position avec 12,5 % des voix.